# Grand Prix Francji 2019
Grand Prix Francji 2019 (oficjalnie Formula 1 Pirelli Grand Prix de France 2019) – ósma runda eliminacji Mistrzostw Świata Formuły 1 w sezonie 2019. Grand Prix odbywa się w dniach 21–23 czerwca 2019 na torze Circuit Paul Ricard w Le Castellet.

## Lista startowa
| Nr | Kierowca           | Zespół                           | Samochód                      | Silnik           | Opony |
| -- | ------------------ | -------------------------------- | ----------------------------- | ---------------- | ----- |
| 3  | Daniel Ricciardo   | Renault F1 Team                  | Renault R.S.19                | Renault 1.6T V6  | P     |
| 4  | Lando Norris       | McLaren F1 Team                  | McLaren MCL34                 | Renault 1.6T V6  | P     |
| 5  | Sebastian Vettel   | Scuderia Ferrari Mission Winnow  | Ferrari SF90                  | Ferrari 1.6T V6  | P     |
| 7  | Kimi Räikkönen     | Alfa Romeo Racing                | Alfa Romeo C38                | Ferrari 1.6T V6  | P     |
| 8  | Romain Grosjean    | Rich Energy Haas F1 Team         | Haas VF-19                    | Ferrari 1.6T V6  | P     |
| 10 | Pierre Gasly       | Aston Martin Red Bull Racing     | Red Bull RB15                 | Honda 1.6T V6    | P     |
| 11 | Sergio Pérez       | SportPesa Racing Point F1 Team   | Racing Point RP19             | Mercedes 1.6T V6 | P     |
| 16 | Charles Leclerc    | Scuderia Ferrari Mission Winnow  | Ferrari SF90                  | Ferrari 1.6T V6  | P     |
| 18 | Lance Stroll       | SportPesa Racing Point F1 Team   | Racing Point RP19             | Mercedes 1.6T V6 | P     |
| 20 | Kevin Magnussen    | Rich Energy Haas F1 Team         | Haas VF-19                    | Ferrari 1.6T V6  | P     |
| 23 | Alexander Albon    | Red Bull Toro Rosso Honda        | Toro Rosso STR14              | Honda 1.6T V6    | P     |
| 26 | Daniił Kwiat       | Red Bull Toro Rosso Honda        | Toro Rosso STR14              | Honda 1.6T V6    | P     |
| 27 | Nico Hülkenberg    | Renault F1 Team                  | Renault R.S.19                | Renault 1.6T V6  | P     |
| 33 | Max Verstappen     | Aston Martin Red Bull Racing     | Red Bull RB15                 | Honda 1.6T V6    | P     |
| 40 | Nicholas Latifi    | ROKiT Williams Racing            | Williams FW42                 | Mercedes 1.6T V6 | P     |
| 44 | Lewis Hamilton     | Mercedes-AMG Petronas Motorsport | Mercedes AMG F1 W10 EQ Power+ | Mercedes 1.6T V6 | P     |
| 55 | Carlos Sainz Jr.   | McLaren F1 Team                  | McLaren MCL34                 | Renault 1.6T V6  | P     |
| 63 | George Russell     | ROKiT Williams Racing            | Williams FW42                 | Mercedes 1.6T V6 | P     |
| 77 | Valtteri Bottas    | Mercedes-AMG Petronas Motorsport | Mercedes AMG F1 W10 EQ Power+ | Mercedes 1.6T V6 | P     |
| 88 | Robert Kubica      | ROKiT Williams Racing            | Williams FW42                 | Mercedes 1.6T V6 | P     |
| 99 | Antonio Giovinazzi | Alfa Romeo Racing                | Alfa Romeo C38                | Ferrari 1.6T V6  | P     |
| Nr | Kierowca           | Zespół                           | Samochód                      | Silnik           | Opony |

## Wyniki

### Sesje treningowe
Źródło: formula1.com
| Sesja | Nr | Kierowca        | Konstruktor | Czas     | Okr. |
| ----- | -- | --------------- | ----------- | -------- | ---- |
| 1     | 44 | Lewis Hamilton  | Mercedes    | 1:32,738 | 21   |
| 2     | 77 | Valtteri Bottas | Mercedes    | 1:30,937 | 34   |
| 3     | 77 | Valtteri Bottas | Mercedes    | 1:30,159 | 18   |

### Kwalifikacje
Źródło: formula1.com
| P                    | Nr | Kierowca           | Konstruktor  | Czasy w kwalifikacjach | Czasy w kwalifikacjach | Czasy w kwalifikacjach | Poz. s. |
| P                    | Nr | Kierowca           | Konstruktor  | Q1                     | Q2                     | Q3                     | Poz. s. |
| -------------------- | -- | ------------------ | ------------ | ---------------------- | ---------------------- | ---------------------- | ------- |
| 1                    | 44 | Lewis Hamilton     | Mercedes     | 1:30,609               | 1:29,520               | 1:28,319               | 1       |
| 2                    | 77 | Valtteri Bottas    | Mercedes     | 1:30,550               | 1:29,437               | 1:28,605               | 2       |
| 3                    | 16 | Charles Leclerc    | Ferrari      | 1:30,647               | 1:29,699               | 1:28,965               | 3       |
| 4                    | 33 | Max Verstappen     | Red Bull     | 1:31,327               | 1:30,099               | 1:29,409               | 4       |
| 5                    | 4  | Lando Norris       | McLaren      | 1:30,989               | 1:30,019               | 1:29,418               | 5       |
| 6                    | 55 | Carlos Sainz Jr.   | McLaren      | 1:31,073               | 1:30,319               | 1:29,522               | 6       |
| 7                    | 5  | Sebastian Vettel   | Ferrari      | 1:31,075               | 1:29,506               | 1:29,799               | 7       |
| 8                    | 3  | Daniel Ricciardo   | Renault      | 1:30,954               | 1:30,369               | 1:29,918               | 8       |
| 9                    | 10 | Pierre Gasly       | Red Bull     | 1:31,152               | 1:30,421               | 1:30,184               | 9       |
| 10                   | 99 | Antonio Giovinazzi | Alfa Romeo   | 1:31,180               | 1:30,408               | 1:33,420               | 10      |
| 11                   | 23 | Alexander Albon    | Toro Rosso   | 1:31,445               | 1:30,461               |                        | 11      |
| 12                   | 7  | Kimi Räikkönen     | Alfa Romeo   | 1:30,972               | 1:30,533               |                        | 12      |
| 13                   | 27 | Nico Hülkenberg    | Renault      | 1:30,865               | 1:30,544               |                        | 13      |
| 14                   | 11 | Sergio Pérez       | Racing Point | 1:30,964               | 1:30,738               |                        | 14      |
| 15                   | 20 | Kevin Magnussen    | Haas         | 1:31,166               | 1:31,440               |                        | 15      |
| 16                   | 26 | Daniił Kwiat       | Toro Rosso   | 1:31,564               |                        |                        | 191     |
| 17                   | 8  | Romain Grosjean    | Haas         | 1:31,626               |                        |                        | 16      |
| 18                   | 18 | Lance Stroll       | Racing Point | 1:31,726               |                        |                        | 17      |
| 19                   | 63 | George Russell     | Williams     | 1:32,789               |                        |                        | 201     |
| 20                   | 88 | Robert Kubica      | Williams     | 1:33,205               |                        |                        | 18      |
| 107% czasu: 1:36.888 |    |                    |              |                        |                        |                        |         |

Uwagi
- 1 — Daniłł Kwiat i George Russell zostali cofnięci na koniec stawki za wymianę elementów silnika ponad regulaminowy limit

### Wyścig
Źródło: formula1.com
| P  | Nr | Kierowca           | Konstruktor  | Okr. | Czas             | Start | Punkty |
| -- | -- | ------------------ | ------------ | ---- | ---------------- | ----- | ------ |
| 1  | 44 | Lewis Hamilton     | Mercedes     | 53   | 1:29:07,084      | 1     | 25     |
| 2  | 77 | Valtteri Bottas    | Mercedes     | 53   | +18,056          | 2     | 18     |
| 3  | 16 | Charles Leclerc    | Ferrari      | 53   | +18,985          | 3     | 15     |
| 4  | 33 | Max Verstappen     | Red Bull     | 53   | +34,905          | 4     | 12     |
| 5  | 5  | Sebastian Vettel   | Ferrari      | 53   | +1:02,796        | 7     | 111    |
| 6  | 55 | Carlos Sainz Jr.   | McLaren      | 53   | +1:35,462        | 6     | 8      |
| 7  | 7  | Kimi Räikkönen     | Alfa Romeo   | 52   | +1 okrążenie     | 12    | 6      |
| 8  | 27 | Nico Hülkenberg    | Renault      | 52   | +1 okrążenie     | 13    | 4      |
| 9  | 4  | Lando Norris       | McLaren      | 52   | +1 okrążenie     | 5     | 2      |
| 10 | 10 | Pierre Gasly       | Red Bull     | 52   | +1 okrążenie     | 9     | 1      |
| 11 | 3  | Daniel Ricciardo   | Renault      | 52   | +1 okrążenie2    | 8     |        |
| 12 | 11 | Sergio Pérez       | Racing Point | 52   | +1 okrążenie     | 14    |        |
| 13 | 18 | Lance Stroll       | Racing Point | 52   | +1 okrążenie     | 17    |        |
| 14 | 26 | Daniił Kwiat       | Toro Rosso   | 52   | +1 okrążenie     | 19    |        |
| 15 | 23 | Alexander Albon    | Toro Rosso   | 52   | +1 okrążenie     | 11    |        |
| 16 | 99 | Antonio Giovinazzi | Alfa Romeo   | 52   | +1 okrążenie     | 10    |        |
| 17 | 20 | Kevin Magnussen    | Haas         | 52   | +1 okrążenie     | 15    |        |
| 18 | 88 | Robert Kubica      | Williams     | 51   | +2 okrążenia     | 18    |        |
| 19 | 63 | George Russell     | Williams     | 51   | +2 okrążenia     | 20    |        |
| NS | 8  | Romain Grosjean    | Haas         | 44   | NU (wycofał się) | 16    |        |

Uwagi
- 1 — Jeden dodatkowy punkt jest przyznawany kierowcy, który ustanowił najszybsze okrążenie w wyścigu, pod warunkiem, że ukończył wyścig w pierwszej 10
- 2 — Daniel Ricciardo ukończył wyścig siódmy, ale otrzymał dwie kary 5 sekund, pierwsza za uzyskanie przewagi poprzez opuszczenie toru, druga za niebezpieczny powrót na tor

### Najszybsze okrążenie
| Nr | Kierowca         | Konstruktor | Czas     | Okr. |
| -- | ---------------- | ----------- | -------- | ---- |
| 5  | Sebastian Vettel | Ferrari     | 1:32.740 | 53   |

## Klasyfikacja po wyścigu

### Kierowcy
| P  | +/− | Kierowca           | Starty | Punkty | P1 | P2 | P3 | PP | NO | NS |
| -- | --- | ------------------ | ------ | ------ | -- | -- | -- | -- | -- | -- |
| 1  | 0   | Lewis Hamilton     | 8      | 187    | 6  | 2  | –  | 3  | 1  | –  |
| 2  | 0   | Valtteri Bottas    | 8      | 151    | 2  | 4  | 1  | 3  | 2  | –  |
| 3  | 0   | Sebastian Vettel   | 8      | 111    | –  | 2  | 2  | 1  | 1  | –  |
| 4  | 0   | Max Verstappen     | 8      | 100    | –  | –  | 2  | –  | –  | –  |
| 5  | 0   | Charles Leclerc    | 8      | 87     | –  | –  | 3  | 1  | 2  | 1  |
| 6  | 0   | Pierre Gasly       | 8      | 37     | –  | –  | –  | –  | 2  | 1  |
| 7  | 0   | Carlos Sainz Jr.   | 8      | 26     | –  | –  | –  | –  | –  | 1  |
| 8  | +3  | Kimi Räikkönen     | 8      | 19     | –  | –  | –  | –  | –  | –  |
| 9  | −1  | Daniel Ricciardo   | 8      | 16     | –  | –  | –  | –  | –  | 2  |
| 10 | +3  | Nico Hülkenberg    | 8      | 14     | –  | –  | –  | –  | –  | 1  |
| 11 | −2  | Kevin Magnussen    | 8      | 14     | –  | –  | –  | –  | –  | –  |
| 12 | 0   | Lando Norris       | 8      | 14     | –  | –  | –  | –  | –  | 2  |
| 13 | −3  | Sergio Pérez       | 8      | 13     | –  | –  | –  | –  | –  | –  |
| 14 | 0   | Daniił Kwiat       | 8      | 10     | –  | –  | –  | –  | –  | 2  |
| 15 | 0   | Alexander Albon    | 8      | 7      | –  | –  | –  | –  | –  | 1  |
| 16 | 0   | Lance Stroll       | 8      | 6      | –  | –  | –  | –  | –  | 1  |
| 17 | 0   | Romain Grosjean    | 8      | 2      | –  | –  | –  | –  | –  | 4  |
| 18 | 0   | Antonio Giovinazzi | 8      | 0      | –  | –  | –  | –  | –  | –  |
| 19 | 0   | George Russell     | 8      | 0      | –  | –  | –  | –  | –  | –  |
| 20 | 0   | Robert Kubica      | 8      | 0      | –  | –  | –  | –  | –  | –  |
| P  | +/− | Kierowca           | Starty | Punkty | P1 | P2 | P3 | PP | NO | NS |

### Konstruktorzy
| P  | +/− | Konstruktor               | Starty | Punkty | P1 | P2 | P3 | PP | NO | NS |
| -- | --- | ------------------------- | ------ | ------ | -- | -- | -- | -- | -- | -- |
| 1  | 0   | Mercedes                  | 16     | 338    | 8  | 6  | 1  | 6  | 3  | –  |
| 2  | 0   | Ferrari                   | 16     | 198    | –  | 2  | 5  | 2  | 3  | 1  |
| 3  | 0   | Red Bull Racing-Honda     | 16     | 137    | –  | –  | 2  | –  | 2  | 1  |
| 4  | 0   | McLaren-Renault           | 16     | 40     | –  | –  | –  | –  | –  | 3  |
| 5  | 0   | Renault                   | 16     | 32     | –  | –  | –  | –  | –  | 3  |
| 6  | 0   | Racing Point-BWT Mercedes | 16     | 19     | –  | –  | –  | –  | –  | 1  |
| 7  | +2  | Alfa Romeo Racing-Ferrari | 16     | 19     | –  | –  | –  | –  | –  | –  |
| 8  | −1  | Scuderia Toro Rosso-Honda | 16     | 17     | –  | –  | –  | –  | –  | 3  |
| 9  | −1  | Haas-Ferrari              | 16     | 16     | –  | –  | –  | –  | –  | 4  |
| 10 | 0   | Williams-Mercedes         | 16     | 0      | –  | –  | –  | –  | –  | –  |
| P  | +/− | Konstruktor               | Starty | Punkty | P1 | P2 | P3 | PP | NO | NS |